# Alexander Graff
Alexander Graff, född 1987, är en svensk racerförare. Sedan 2002 har han tävlat med både formelbilar och standardbilar.

## Karriär

### 2001–2003
Graff började sin karriär med gokart och tog 2002 steget över till standardbilsracing i  Stockholm Sportvagnsklubb (SSK) och den dåvarande juniorklassen Renault 5 Junior Cup, där han första året gick i mål som total sexa. Året därpå, 2003, vann han serien och blev juniormästare med två 3:e platser som sämsta resultat. Samma år gjorde Alexander Graff ett inhopp i Volvo S60 Challenge på finalen som gick på Mantorp Park.

### 2004
2004 började Alexander Graff på Riksidrottsgymnasiet Racing i Mjölby. Graff var elev i den allra första kullen av studenter som SBF, Svenska Bilsportförbundet, tog ut till sin satsning på Riksidrottsgymnasium för Racing. Inom ramen för RIG, gick Alexander Graff därför över till att tävla med formelbil och en Van Diemen Formel Ford. Säsongen blev en lärosäsong som slutade med en mästerskapstitel i SSK:s Formel Ford-serie.

### 2005–2007
2005 gick karriären tillbaka till standardbilar och en säsong i SSK:s Fyndbörsen med en total fjärde plats som resultat. 2006 ingick Graff ett samarbete med Modins Bil i Uppsala och en Ford Fiesta ST sattes på startlinjen i JTCC, Junior Touringcar Championship som ingår i STCC (Scandinavian Touring Car Championship). Graff körde in som åtta.
Det familjedrivna teamet fortsatte samarbetet med Modins Bil 2007 och i samma Ford Fiesta men med ny design, bärgades en sjätte plats totalt.

### 2008
AB G Persson Motorsport värvade Graff 2008 till en av deras tre bilar i JTCC. Graff vann serien och blev Svensk Juniormästare i Racing och JTCC-mästare. Det senare räknades som en egen poängberäkning och titel, då även icke-juniorer kunde delta i JTCC.

### 2009
2009 blev ett mellanår för Graff. Genom WRS Tekniksupport gjorde Graff inhopp i Radical-klassen med fjärdeplatser som främste resultat. Till STCC-finalen på Mantorp Park samma år, intog Graff förarplatsen i DMS Motorsports Porsche GT 3 i Porsche Carrera Cup Scandinavia. Brings Racing värvade Graff att vara stallkamrat med Tomas Engström i den första säsongen för Chevrolet Camaro Generation 5.

### 2010
2010 vann Alexander Graff det allra första racet med den nya bilen. Därefter var han med i toppen hela säsongen och inför finalen på Mantorp Park var en mästerskapstitel möjlig. Engström vann titeln före Graff, endast tre poäng skiljde de två åt och båda hade mer än 300 poäng vardera.
Alexander Graff vann juniortiteln Aspen Junior Award och blev utsedd till Rookie of the Year.

### 2011
2011 fortsatte Alexander Graff i Brings Racing. I mitten av säsongen meddelade teamet att de kört färdigt och Graff stod utan styrning. Alexander Graff fick då ett erbjudande att ta över Magnus Krokströms bil Memphis Racing. Under ledning av Börje Wessman och WRS Tekniksupport påbörjades arbetet med att skapa resultat och när målflaggan kom upp efter finalen hade Alexander Graff kört ihop flest poäng än alla sedan han bytte team. Uppkörningen räckte till en total fjärde plats och till en andra plats i Aspen Junior Award. 
Alexander Graff gjorde också under säsongen 2011 ett inhopp i STCC, genom biogas.se. I Göteborg Cityrace fick junioren chansen att köra som tredjeförare för KMS i en Volkswagen Scirocco. 

### 2012
2012 anlitades Graff för att köra Micke Kågered Racings Camaro i Camaro Cup. Siktet var inställd på toppen och efter att ha vunnit finalen på Solvalla Travbana, körde Alexander Graff in som 3:a i mästerksapet. Solvalla byggdes under några dagar om till racingbana, där mästerskapen i STCC, Porsche Carrera Cup, JTCC och Camaro Cup avgjordes. Graff fortsatte sitt framgångsrika samarbete med Börje Wessman, som anlitades som chefsingenjör och huvudansvarig för driften av bilen.

### 2013
2013 kör Alexander Graff en DHL-sponsrad STCC bil i högsta divisionen. Börje Wessman ansvarar för drift av bilen och arbetar som Alexanders chefsingenjör. Det DHL-sponsrade teamet har begränsade resurser, vilket satte hinder under säsongen. Största framgången kom i Östersund, där Graff gick vidare till Q2. Slutresultatet blev en femtonde plats i serien. Säsongen avslutas tillsammans med Memphis Racing i V8 Thundercar, där Alexander Graff gör ett inhopp i klassen.  Graff är snabb direkt i den välbekanta Chevrolet-bilen och sätter bland annat snabbaste varv i finalen.

## Meriter
- 2001: Gokart med ett antal pallplatser
- 2002: Renault 5 Jr Cup 6:a
- 2003: Renault 5 Jr Cup 1:a, 2 tredjeplatser som sämsta resultat
- 2004: Formel Ford SSK-segrare
- 2005: Fyndbörsen Cup 4:a
- 2006: JTCC 8:a
- 2007: JTCC 6:a
- 2008: JTCC 1:a och JSM-guld
- 2009: Radical & Carrera Cup
- 2010: Camaro Cup Årets rookie, Junior-segrare & 2:a totalt
- 2011: Camaro Cup, 4:a och 2:a Aspen Junior Award
- 2012: Camaro Cup, 3:a och 2:a Aspen Junior Award
- 2013: STCC för DHL/PTR, 15:e, V8 Thundercar finalen för Memphis Racing ( 2 race, 16:e totalt i serien)